# Banská Štiavnica (distrito)
O Distrito de Banská Štiavnica (eslovaco: Okres Banská Štiavnica) é uma unidade administrativa da Eslováquia Central, situado na Banská Bystrica (região), com 17.092 habitantes (em 2003) e uma superfície de 278 km². 

## Demografia
| Ano:        | 1994   | 2004   | 2014   | 2024   |
| ----------- | ------ | ------ | ------ | ------ |
| Broj ljudi: | 17 028 | 17 046 | 16 367 | 15 350 |
| Razlika:    |        | +0,10% | -3,98% | -6,21% |

| Ano:               | 2023   | 2024   |
| ------------------ | ------ | ------ |
| Número de pessoas: | 15 407 | 15 350 |
| Diferença:         |        | -0,36% |

## Cidades
- Banská Štiavnica (capital)

## Municípios
- Baďan
- Banská Belá
- Banský Studenec
- Beluj
- Dekýš
- Ilija
- Kozelník
- Močiar
- Počúvadlo
- Podhorie
- Prenčov
- Svätý Anton
- Štiavnické Bane
- Vysoká